# Verín
Verín település Spanyolországban, Ourense tartományban. Verín Oímbra, Monterrei, Castrelo do Val, Vilardevós és Chaves községekkel határos. Lakosainak száma 13 798 fő (2024).

## Népesség
A település népessége az elmúlt években az alábbi módon változott:
| Lakosok száma | 13 246 | 13 585 | 13 991 | 14 391 | 14 707 | 14 652 | 13 889 | 13 723 | 13 625 | 13 798 |
|               | 2001   | 2004   | 2007   | 2009   | 2012   | 2014   | 2017   | 2019   | 2022   | 2024   |